# Тъмуотър
Тъмуотър (на английски: Tumwater) е град в окръг Търстън, щата Вашингтон, САЩ. Тъмуотър е с население от 12 698 жители (2000) и обща площ от 26,1 km². Намира се на 53 m надморска височина. ЗИП кодът му е 98501, 98511, 98512, а телефонният му код е 360.